# جزيرة باردامايان الكبرى
جزيرة باردامايان الكبرى وهي جزيرة من جزر إندونيسيا، وتتبع إقليم كليمنتان الجنوبية في إندونيسيا.